# Седевакантизм

Символика, используемая во время периода Sede Vacante. Ключи Святого Петра и папский умбракулум

Седевакантизм — традиционалистское католическое движение, раскол с точки зрения общепризнанной католической церкви.
Название происходит от латинских слов sedes — престол и vacans — пустующий; термин sede vacante («при незанятом престоле») используется для обозначения периода вакансии папского престола. Движение в католической церкви, появившееся после Второго Ватиканского собора. Сторонники данного направления (движения) не признают пап, правивших во время и после собора — Иоанна XXIII, Павла VI, Иоанна Павла I, Иоанна Павла II, Бенедикта XVI, Франциска и Льва XIV — считая, что они потеряли престол ipso facto через ересь модернизма, прогрессивизма, замену Тридентской мессы на Novus Ordo Missae, а главное, по причине изменения формы совершения таинств в Католической Церкви, что, согласно традиционному католическому вероучению, делает таинства недействительными.
Число седевакантистов в точности неизвестно. По разным оценкам оно варьируется от нескольких десятков до сотен тысяч[прояснить].
Движение представлено в США, в меньшей степени в Мексике, Польше, Бразилии, Франции, Бельгии и на севере Италии; есть приходы в Южной Азии. В России седевакантисты окормляются священником Конгрегации Марии Непорочной Царицы отцом Александром Крысовым.
Многие активные седевакантисты участвуют в деятельности различных традиционалистских обществ, конгрегаций и братств. Среди них известны Конгрегация Марии Непорочной Царицы (CMRI), Братство святого Пия V (FSSPV), Институт Матери Доброго совета (IMBC) и другие. Некоторые седевакантисты посещают богослужения Восточных Католических Церквей и Братства святого Пия X (FSSPX). FSSPX хоть официально и осуждает седевакантизм, но давно известно, что внутри Братства присутствуют седевакантистские настроения.
Некоторые седевакантистские группы (конклависты) избрали своих собственных «римских пап» (например, Люциана Пульвермахера или Климента Домингеса-и-Гомеса). Впрочем, у них несравненно меньше последователей, чем у средневековых антипап.

## Позиция
Седевакантизм обязан своим происхождением отказу от теологических и литургических изменений, осуществлённых после Второго Ватиканского собора (1962—1965). Седевакантисты отвергают этот собор на основании его документов об экуменизме и религиозной свободе, которые, среди прочего, они рассматривают как противоречащие традиционному учению Католической Церкви и отрицающие уникальную миссию католичества как единственного источника спасения. Они также говорят, что новые литургические нормы, такие как месса Павла VI, утверждённая 3 апреля 1969 года, подрывают историческую католическую веру или противоречат ей и считаются ересью. Они делают вывод, основываясь на своём отрицании пересмотренного латинского обряда и постсоборного учения как ложного, что причастные Папы также являются ложными.
Среди католиков-традиционалистов вопрос священнических рукоположений в Novus Ordo вызывает множество разногласий. Традиционные организации внутри официального католичества и лефевристы (FSSPX отказывались признавать новое священство до определённого времени, но после избрания Бенедикта XVI склонились к валидности новых рукоположений) признают рукоположения совершённые по данному чину. В свою очередь большинство седевакантистов их не признает по причине нарушения традиционной формы хиротонии. Часть духовенства у седевакантистов имеет традиционное апостольское преемство от архиепископа Нго Дин Тука. Для сторонников Sede Vacante большинство клириков современного католицизма являются мирянами.
Внутри седевакантизма существуют две основные позиции, которые касаются вопроса папства: тотализм и седепривационизм.

### Тотализм
Тоталистская позиция распространена в основном у седевакантистов США, России, Мексики, Бразилии, Филиппин и ещё нескольких стран. Тоталисты считают, что Папа-еретик перестаёт быть и материально, и формально Папой Римским. Еретик не может быть католиком, а следовательно не может возглавлять Католическую Церковь. В этом они опираются на труды католического богослова св. Роберто Беллармина:
Истинным является пятое мнение, согласно которому Папа, являющийся явным еретиком, перестает быть Папой и главой, также, как он перестает быть христианином и членом Тела Церкви, по этой причине он может быть судим и наказан Церковью (Ecclesia posse eum judicari et punir). Это согласное суждение всех древних Отцов (sententia omnium veterum Patrum), которые учат, что явные еретики незамедлительно утрачивают всякую юрисдикцию (в Церкви).Святой Роберто Беллармин
Избрать настоящего Папу, по мнению тоталистов, можно Вселенским Собором епископов. Отстаивая данное утверждение, они опираются на те труды докторов Церкви, которые были посвящены преимущественно вопросам папства в Католической Церкви и рассматривали случаи, при которых Папа может оказаться антипапой.
Когда бы возникла необходимость проведения конклава, если невозможно руководствоваться законодательством папского права, как это случилось во время Великой Западной Схизмы, можно без труда принять, что право избрания могло бы быть передано Вселенскому Собору.
...Поскольку в таких случаях закон природы подчеркивает что власть правителя переходит непосредственно подчинённому, так как это категорически необходимо для выживания общества и избегание мучений высшей степени.Кардинал Бийо
Богословы учили, что при отсутствии кардиналов можно созвать Вселенский Собор, который должен был взять на себя права конклава, состоящего из кардиналов. Соответственно, функция избрать Папу возлагается на Собор.
…на пути исключения и заступническим образом, эта сила[избрание папы], переходит на Церковь и Собор, по причине ли нехватки кардиналов – электоров, или же потому, что касательно их есть сомнения, либо само избрание не однозначно, как это было во время Схизмы[Западной].Кардинал Фома Каэтан
Тотализма придерживается епископ Марк Пиварунас (генеральный настоятель CMRI) и епископ Даниэль Долан.

### Седепривационизм
Седепривационисты придерживаются тезиса «Cassiciacum» (название произошло от одноимённого богословского журнала), который был выдвинут епископом и фактическим основателем седепривационизма Гераром де Лорье. Согласно данной позиции, все Папы начиная с Иоанна XXIII до нынешнего Понтифика были избраны конклавом законно, но по причине того, что, по мнению седепривационистов, они наносили вред Католической Церкви и учили ошибкам, их согласие на папство не было действительным, то есть Папами они являются лишь материально из-за законности избрания, но не формально и потому не имеют соответствующего Папе авторитета наставлять Католическую Церковь. Исходя из предыдущего заключения, материальный Папа может принимать административные решения, в том числе назначать кардиналов и епископов, которые лишь в силу назначения являются таковыми, также материальными и не имеющими реальной епископской или кардинальской власти. Пользование административными назначениями объясняется тем, что материальный Папа незаконно использует папские функции, которые ему не принадлежат. Материальный Папа, не вступив в папство — его согласие быть Папой не может рассматриваться как действительное, не является действительным и законным Папой Римским, а значит признаётся вакантность Святого Престола.
В седепривационизме видят три пути появления настоящего Папы. Первый — конклав, который может быть созван лишь после того, как назначенные последними папами кардиналы покаются в ереси и вновь придут к католической вере, тогда бы они могли легитимно избрать Папу в статусе кардиналов-мирян (поскольку не признаются рукоположения по новому обряду). Второй путь — избранный материальный Папа должен отвергнуть все ошибки и, таким образом, обрести формацию и папский авторитет, а значит, стать полноценным Папой Римским. Третье решение состоит в сверхъестественном вмешательстве Бога, который должен восстановить истинное папство в Церкви.
Распространена седепривационистская позиция среди французских, итальянских и частично американских седевакантистов. На сегодняшний день епископ Дональд Сэнборн и Институт Матери Доброго Совета (IMBC) являются главными представителями и апологетами седепривационизма в седевакантистском сообществе.

## Джузеппе Сири
Среди маргинальных групп в околоседевакантистской среде имеются различные теории заговора, утверждающие, что после смерти Пия XII в 1958 году папой был избран кардинал Джузеппе Сири, однако конклав якобы проголосовал повторно и выбрал кардинала Ронкалли (Иоанна XXIII). Некоторые утверждают даже, что Сири был избран папой дважды (в 1958 и 1963 годах), и потому объявленные тогда иные папы незаконны. Сам Сири неоднократно опровергал эти слухи, и абсолютное большинство седевакантистов считает эти слухи беспочвенными.